# ماتيو بالميري
ماتيو دي ماركو بالميري (1406–1475) هو عالم إنساني ومؤرخ فلورنسي اشتهر بعمله ديلا فيتا سيفيلي ("في الحياة المدنية"؛ طُبع عام 1528) والذي دافع فيه عن الإنسانية المدنية، وتأثيره في تحسين اللغة التوسكانية العامية إلى نفس مستوى اللغة اللاتينية. أُرسل كسفير فلورنسي إلى بلاط ألفونسو الخامس ملك أراغون. أدرجه فيسباسيانو دا بيستيكشي ضمن الرجال اللامعين في جيله الذين استحقت حياتهم المهنية مقالًا في كتاب سيرة بعنوان (حياة الرجال اللامعين في القرن الخامس عشر).